# Hermann von Eichhorn (homme politique)
Ne doit pas être confondu avec Hermann von Eichhorn.
Pour les articles homonymes, voir Eichhorn.
Karl Friedrich Hermann Eichhorn, depuis 1856 von Eichhorn (né le 12 mars 1813 à Berlin et mort le 3 mai 1892 dans la même ville) est un avocat administratif prussien. De 1872 à 1881, il est président du district de Minden.

## Biographie
Eichhorn, fils de l'homme d'État prussien et ministre de la Culture Friedrich Eichhorn, est diplômé du lycée Frédéric-Guillaume de Berlin en 1831, puis étudie le droit pendant six semestres au total à l'Université Frédéric-Guillaume de Berlin et à l'Université rhénane Frédéric-Guillaume de Bonn. En 1843, il réussit l'examen d'auscultateur au tribunal régional de Berlin avec la mention « suffisant » et en 1836, il réussit l'examen de stagiaire au tribunal. En 1841, il réussit l'examen pour devenir évaluateur du gouvernement avec la mention « bien ». Il sert probablement ensuite comme volontaire d'un an dans un régiment prussien. En 1834, il est nommé auscultateur au tribunal régional de Berlin. En 1837, il est engagé comme stagiaire judiciaire, également au tribunal régional de Berlin. En 1837, il devient stagiaire auprès du district de Breslau. C'est dans cette même fonction qu'il est transféré au district de Magdebourg en 1841. En 1843, il est appelé au ministère des Finances à Berlin comme « ouvrier auxiliaire ». En 1846, il revient au district de Breslau, où il est nommé conseiller de gouvernement en 1849. Le 27 février 1856, il est élevé à la noblesse héréditaire prussienne.
À partir de 1863, il est conseiller principal du gouvernement et chef de service du district d'Oppeln. Le 14 juin 1872, il devient président du district de Minden. Le 31 octobre 1881, il est renvoyé de la fonction publique prussienne.
Le protestant Eichhorn est marié à Julie Schelling, la fille du philosophe Friedrich Wilhelm Joseph Schelling. Son fils est Hermann von Eichhorn le Jeune, qui est assassiné alors qu'il est maréchal à Kiev.

## Honneurs
- Ordre de l'Aigle rouge de 1re classe avec feuilles de chêne.